# Bergklaver
De bergklaver (Trifolium montanum) is een overblijvende plant uit de vlinderbloemenfamilie (Leguminosae).

## Beschrijving
Bloeiperiode van mei tot augustus.

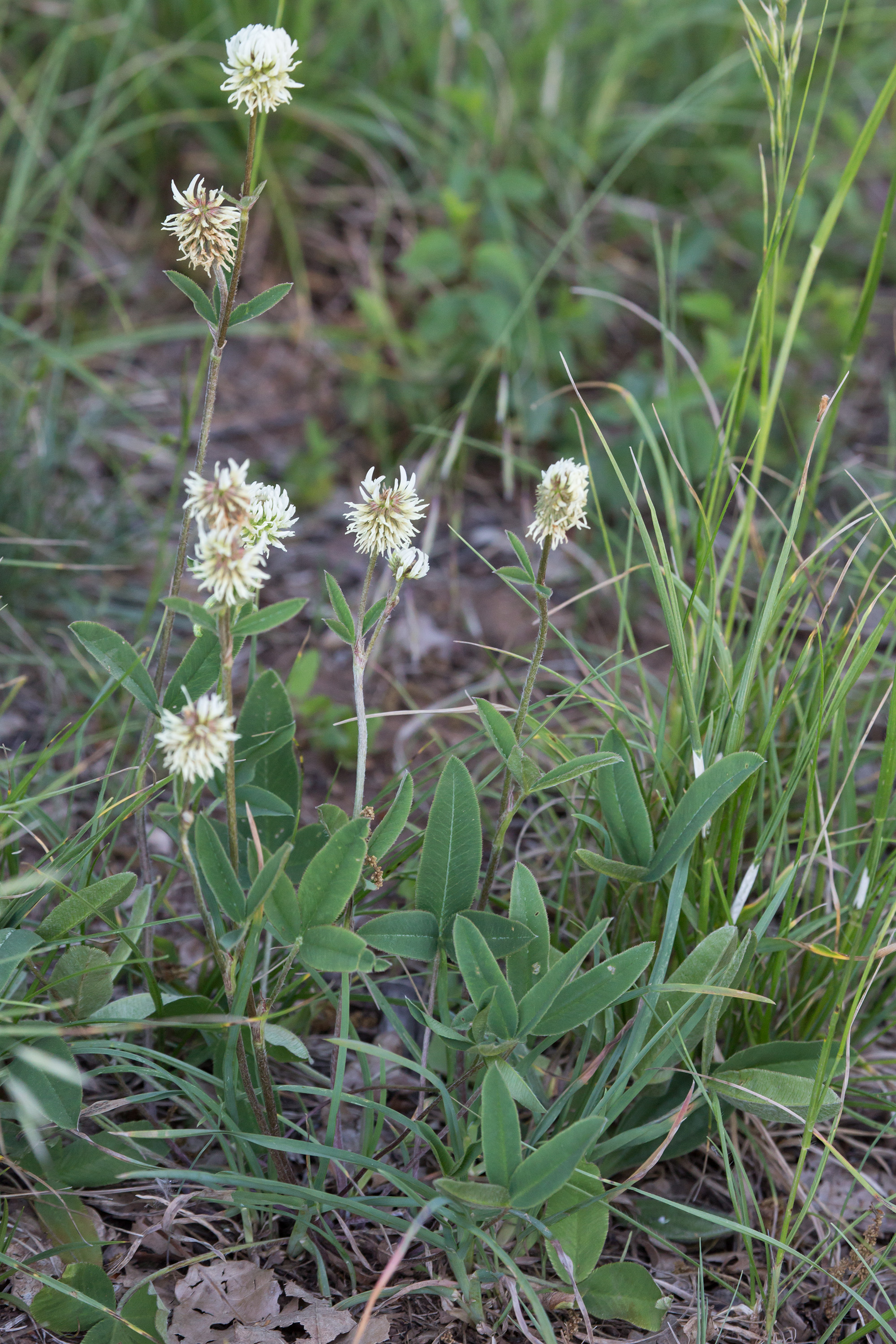
Bergklaver

Bloemen met schutbladen. De bloemkroon is roomwit. De kelk heeft nagenoeg gelijke (gewimperde) tanden. Het bloemhoofdje is vrij dicht met meestal meer dan 10 bloemen. De steel van het bloemhoofdje is meestal langer dan het bovenste blad.
De stengels zijn dicht behaard en rechtopstaand.
De blaadjes zijn fijn getand en aan de onderzijde zacht behaard.
Steriele uitlopers aanwezig.
Vrij dikke wortel.
Wordt tot 60cm hoog.

## Standplaatsen
De plant komt voornamelijk voor op mesofiele kalkgrasgronden, heel uitzonderlijk in alkalische moerassen.

## Verspreiding
De plant is zeldzaam in België. Ze komt voor in het Maasdistrict, de zuidelijke Ardennen en in Lotharingen.
Ze is niet aanwezig in Nederland.
Deze plant is wettelijk beschermd.

## Namen in andere talen
- Duits: Berg-Klee
- Engels: Mountain clover
- Frans: Trèfle des montagnes